# 彩頤居
彩頤居（英語：Cheerful Court）是由香港房屋協會營辦的「長者安居樂」屋苑，位於香港佐敦谷，鄰近港鐵九龍灣站及淘大花園。它是香港其中一個同類屋苑，另一個是將軍澳坑口的樂頤居。入住的長者符合一定的資產限額後，只需一次過或分期繳付「租住權費」，即可長期租住，直至終老，毋需再按月交租。屋苑有2座樓宇，在2004年落成。

## 鄰近地方
- 彩霞邨
- 淘大花園
- 佐敦谷遊樂場
- 佐敦谷嬉水泳池
- 牛頭角巴士總站
- 嘉和園
- 牛頭角下邨
- 振華苑
- 得寶花園
- 德福花園

## 外部連結
- 彩頤居樓宇平面圖 （页面存档备份，存于）
- 房協收回彩頤居長者屋管理權 蝕1900萬料加管理費 外判設施省成本（2014年9月3日 明報）